# Lowsider
Een lowsider of lowside fall is een val van een motorrijder doordat een van de wielen grip verliest in een bocht en wegglijdt.
De rijder verlaat de motor aan de "lage" kant, de binnenkant van de bocht dus. Dit in tegenstelling tot een Highsider.